# Kwan
Kwan — финский музыкальный коллектив, образованный в Хельсинки в 2000 году. Наиболее заметными участниками являются вокалисты Марико (Мари Лийса Паялахти) и Тидьян (Осси Бах Тидиане). Группа начинала работать в жанре хип-хоп, но позднее в её музыке пение стало преобладать над рэпом.
Дебютный альбом Dynasty получил на родине сертификат платинового диска, а второй The Die Is Cast — дважды платинового.

## Дискография

### Студийные альбомы
- Dynasty (2001)
- The Die Is Cast (2002)
- Love Beyond This World (2004)
- Little Notes (2006)

### Синглы
- «Padam» (2001)
- «Microphoneaye» (2001)
- «Late» (2001)
- «Rock Da House» (2001)
- «The Die Is Cast» (2002)
- «I Wonder» (Promo-CD, 2002)
- «Rain» (2002)
- «Shine» (2002)
- «Chillin’ at the Grotto» (2002)
- «Unconditional Love» (2004)
- «Decadence of the Heart» (2004)
- «Sharks in the Bloody Waters» (2004)
- «Diamonds» (2006)
- «Tainted Love» (2006)
- «10,000 Light Years» (2009) (Паули Рантасалми в соавторстве с Яани Пеуху)